# Strobilanthes limprichtii
Strobilanthes limprichtii är en akantusväxtart som beskrevs av Friedrich Ludwig Diels. Strobilanthes limprichtii ingår i släktet Strobilanthes och familjen akantusväxter. Inga underarter finns listade i Catalogue of Life.